# Kåre Wanscher
Kåre Wanscher (født 14. juni 1969 i Aarhus) er en dansk trommeslager i Michael Learns To Rock og desuden tidligere advokat med speciale i immaterialret / entertainment ret.
Wanscher blev cand.jur. fra Københavns Universitet i 2005 og var frem til 2015 ansat i advokatfirmaet MAQS / NJORD Law Firm. Fra 2016 - 2022 drev han eget advokatfirma Advokat Wanscher ApS.
Han har været trommeslager i Michael Learns To Rock siden dannelsen i 1988.
Han er gift med Katrine Wanscher Kjær.